# Иглмен, Дэвид
Дэвид Иглмен (англ. David Eagleman; род. 25 апреля 1971, Альбукерке, Нью-Мексико) — американский нейробиолог, писатель. Преподаёт неврологию в Стэнфордском университете и является генеральным директором и соучредителем компании Neosensory, которая разрабатывает устройства для сенсорного замещения. Известен научными и научно-популярными работами по темам пластичности мозга, восприятия времени, синестезии, и нейроправу.
Является автором большого количества научно-популярных изданий, опубликованных на 32 языках. Является сценаристом и ведущим телесериала «Мозг» с Дэвидом Иглманом а также ведущим подкаста «Внутренний космос с Дэвидом Иглманом».

## Некоторые книги
- Инкогнито. Тайная жизнь мозга (2011)
- Мозг: Ваша личная история (2015)
- «Livewired» (Canongate), о постоянно меняющемся мозге — книга 2020 года по версии TLS по выбору Terri Apter[16]